# Alice no País das Maravilhas (filme de 2010)
Alice in Wonderland (bra/prt: Alice no País das Maravilhas), conhecido também como Tim Burton's Alice in Wonderland, é um filme estadunidense de 2010, dirigido por Tim Burton e baseado no clássico Alice no País das Maravilhas, escrito por Lewis Carroll. As filmagens do filme começaram  em maio de 2008 e estreou dia 5 de março de 2010 nos cinema dos Estados Unidos. No Brasil, a data de estreia foi no dia 21 de abril, mas posteriormente foi alterada para 23 do mesmo mês, com a explicação que o filme de Tim Burton terá um alcance de um público maior, chegando em mais salas de cinema.
O filme se passa 13 anos após a história original, com Alice já com 19 anos voltando à terra fantástica que visitou na infância. O filme tem no elenco Mia Wasikowska como Alice, Johnny Depp como o Chapeleiro Maluco, Helena Bonham Carter como a Rainha Vermelha e Anne Hathaway como a Rainha Branca.
Apesar de críticas divisivas, Alice se tornou o sexto filme a faturar mais de um bilhão de dólares mundialmente, e a 43ª maior bilheteria da história do cinema. Na primeira semana de lançamento na Itália o filme Alice in Wonderland foi o mais assistido e que faturou no país. O longa arrecadou  mais de US $116 milhões no final de semana de sua estreia. O filme também ganhou o título de "maior estreia em 3D", superando a estreia do até então campeão global em bilheterias de todos os tempos, Avatar. Segundo o Instituto do Cinema e do Audiovisual (ICA), em Portugal o filme também liderou as salas de cinema do país, com mais de 900 mil euros arrecadados, pelos mais de 95 mil espectadores na semana de 11 a 17 de março de 2010. Já no Brasil o longa ficou em primeiro lugar nas bilheterias com mais de 10 milhões de reais arrecadados pelos mais de 800 mil pagantes em apenas um fim de semana e se torna o campeão de arrecadação em 2010. Um jogo baseado no filme foi lançado para o Wii em 2010. Uma sequência,  intitulada de Alice Através do Espelho, estreou em 2016.

## Enredo
Na era vitoriana Alice Kingsley tem 19 anos, acabou de perder o pai e tem sonhos recorrentes com uma terra bizarra. Em uma festa da nobreza em Londres, Alice descobre que está prestes a ser pedida em casamento. Desesperada, ela logo avista o Coelho Branco e logo começa a segui-lo. Alice cai em sua toca, chegando em uma sala com várias portas e uma mesa. Usando um líquido que diminui seu tamanho e um bolo que a aumenta, Alice passa por uma pequena porta para chegar em uma floresta cheia de animais fantásticos e flores sussurrando. Os habitantes perguntam frequentemente se ela "era a verdadeira Alice", algo que Alice só entende quando o Coelho a leva para Absolem, a Lagarta azul. Absolem mostra uma profecia que mostra que Alice, que visitou  o mundo subterrâneo aos 7 anos, está destinada a matar o jaguadarte e restaurar o reinado da rainha Branca, desde então derrubada por sua maligna irmã rainha Vermelha. Porém Alice se nega a achar que isso é verdade, especialmente por não lembrar nos outros incidentes
Nesse momento o grupo é atacado pelo Valete de Copas, general da Rainha Vermelha, e sua besta, o Capturandem. Alice é ferida e foge, enquanto os outros são capturados e levados para a Rainha. Alice encontra o gato de Cheshire, que cura seus machucados e a leva para o Chapeleiro Maluco e a Lebre de Março. O chapeleiro acredita que ela é a verdadeira Alice, então a esconde e se entrega para o Valete. Alice insiste em salvar o Chapeleiro, e vai para o castelo da Rainha Vermelha, onde por não ser reconhecida se torna convidada de honra, usando o nome "Um". Lá Alice recupera do canil do Capturandem a espada Vorpal, a única coisa que pode matar o Jaguadarte, e escapa do castelo montada no Capturandem, indo até a residência da Rainha Branca. O Gato salva o Chapeleiro de ser executado, e o Chapeleiro incita uma rebelião. A resistência foge para o castelo da Rainha Branca, e uma batalha é preparada. Antes de entrar em seu casulo, Absolem conta para Alice sua história de infância (onde ela confundiu "Mundo Subterrâneo", underland, com "País das Maravilhas", wonderland) e pede para ela lutar com o Jaguadarte.
A batalha acontece em um campo similar a um tabuleiro de xadrez. Alice combate o Jaguadarte, e o decapita em uma escada em espiral. A Rainha Branca ordena o exílio do Valete e da Rainha Vermelha, e dá a Alice o sangue do Jaguadarte, dizendo que isso a levará para casa. De volta a Londres, Alice recusa o pedido de casamento e se torna aprendiz de Lorde Ascot, pai do seu pretendente e um negociante amigo de seu pai.
Ao final da história, Alice embarca em um navio mercante, e uma borboleta azul pousa em seu ombro, que Alice reconhece como sendo Absolem.[carece de fontes?]

## Elenco
- Mia Wasikowska como Alice Kingsley
- Johnny Depp como Tarrant Hightopp, o Chapeleiro Maluco
- Helena Bonham Carter como Iracebeth de Crims, a Rainha Vermelha
- Anne Hathaway como Mirana de Marmoreal, a Rainha Branca
- Matt Lucas como Tweedle-Dee e Tweedle-Dum
- Crispin Glover como Ilosovic Stayne, o Valete de Copas
- John Hopkins como Lowell
- Eleanor Tomlinson como Fiona Chataway
- Geraldine James como Lady Ascot
- Tim Piggott-Smith como Lord Ascot
- Leo Bill como Hamish Ascot
- Marton Csokas como Charles Kingsley
- Lindsay Duncan como Sra. Helen Kingsley
- Jemma Powell como Margaret Kingsley
- Frances de la Tour como Tia Imógenes
- Jim Carter como o Carrasco

Dubladores
- Michael Sheen como Coelho Branco
- Stephen Fry como Chessur, o Gato de Cheshire
- Imelda Staunton como Flores com Rosto
- Timothy Spall como O Bloodhound
- Christopher Lee como Jaguadarte
- Alan Rickman como Absolem
- Barbara Windsor como Mallymkun, a
- Paul Whitehouse como Lebre de Março
- Michael Gough como Dodô

## Dublagem brasileira
- Estúdio de dublagem: Delart[13]

## Produção

### Escolha do elenco
No dia 23 de julho, Mia Wasikowska foi confirmada para interpretar Alice e a própria atriz confirmou em seu site oficial que fará a personagem. Em 28 de julho foi confirmado o segundo ator no elenco, dessa vez foi Johnny Depp para interpretar o Chapeleiro Maluco. O ator e o diretor já trabalharam juntos em diversos filmes.
Em 10 de setembro saíram rumores de que Matt Lucas iria interpretar os gêmeos Tweedle-Dee e Tweedle-Dum, para interpretar os gêmeos, Matt seria duplicado por computação gráfica, técnica que Burton já havia usado para multiplicar Deep Roy para fazer os anões oompa-loompas de Charlie and the Chocolate Factory (filme). No dia 23 de setembro o próprio Matt confirmou sua presença no longa.
No dia 21 de setembro o IMDB foi atualizado trazendo o nome da atriz Geraldine James, ainda não confirmada no elenco. No dia 23 de setembro o site "thisishullandeastriding.co.uk" confirmou a atriz Eleanor Tomlinson no elenco do filme, o personagem dela não foi divulgado, sabe-se que será muito pequeno e não será em 3D. Em 24 de setembro Helena Bonham Carter, que interpreta vários personagens em filmes de seu marido, Tim Burton, foi confirmada em Alice, interpretando a Rainha Vermelha, e no dia 27 de outubro Alan Rickman, que interpreta o professor Snape em Harry Potter, foi confirmado no elenco, seu personagem será a Lagarta.

## Recepção
Em seu primeiro dia de estreia nos Estados Unidos, em 5 de março de 2010, o filme arrecadou cerca de 41 milhões de dólares. Um recorde para uma estreia realizada no mês de março. Nos primeiros 28 dias de exibição, arrecadou mais de 300 milhões de dólares em bilheteria, tornando-se o 12º filme, e o segundo em 3D, a alcançar essa arrecadação em menos de um mês de exibição.

### Bilheteria
"Alice" arrecadou 1.024.299.904 de dólares em todo o mundo, segundo o site Box Office Mojo. Se tornando assim o segundo filme de maior sucesso em "animação" da história da Disney, o quinto filme mais rentável da história da Disney, também se torna o segundo filme de maior sucesso em "animação" de todos os tempos, e a 12º maior bilheteria da história do cinema. É o primeiro filme em "animação" a ultrapassar a marca de US$1 bilhão em bilheteria. No Japão "Alice" arrecadou 700 milhões de ienes (13 milhões de reais), mais que o dobro que "Avatar" em sua estreia no país.

### Crítica
O filme recebeu críticas médias ou mistas, com 51% de aprovação no site Rotten Tomatoes. A crítica considerou que o filme é deslumbrante visualmente, mas peca por sua narrativa fraca e história incoerente. Porém o público geralmente gostou do filme, com 72% de aprovação dos usuários do site. Muito bom o livro, ele é usado como exemplo em várias escolas brasileiras

### No Brasil
No Brasil o filme obteve uma grande repercussão mesmo semanas antes de seu lançamento que a primeira data era no dia 23 de abril, depois os diretores da Disney no país, mudaram a estreia para o dia 21 do mesmo mês, alegando que nesse dia é feriado de tiradentes. Porém dias depois desse anúncio os mesmos responsáveis mudaram novamente a data deixando para o dia 23 de abril, com explicação que nesse dia terá mais salas a disposição para o longa.
Dois dias em cartaz nos cinemas brasileiros, foram suficiente para ficar na 1.ª posição nas bilheterias do país, com uma arrecadação de R$ 10,5 milhões com um público de 876,7 mil espectadores  superando o longa de James Cameron, Avatar, com seus 8 milhões no mesmo tempo em cartaz. Havia salas lotadas de pessoas.
Uma semana depois o filme ficou em segundo lugar no ranking, com R$ 8,4 milhões com um público de mais de 672,7 mil espectadores. Cerca de 65% do faturamento veio das salas em 3D e IMAX. O longa somou mais de R$ 132,7 milhões nas bilheterias do Brasil.

### Em Portugal
Estreado a 4 de Março de 2010, o filme Alice no País das Maravilhas já alcançou vários recordes em Portugal: o lugar de melhor fim de semana de abertura de um filme de Tim Burton; o lugar de melhor fim de semana de abertura de um filme com Johnny Depp (ultrapassando as estreias da trilogia Piratas das Caraíbas) e a melhor abertura de um filme da Walt Disney ao fim de semana. O filme ultrapassou ainda o fim de semana de abertura de Avatar, segundo a Zon Multimédia.
De acordo com os dados divulgados por Instituto do Cinema e Audiovisual 129.816 espectadores foram ver «Alice no País das Maravilhas» nos primeiros quatro dias de exibição, ou seja, entre os 4 e 7 de Março.

## Principais Prêmios e Indicações
Oscar 2011 (EUA)
| Ano  | Categoria                | Resultado |
| ---- | ------------------------ | --------- |
| 2011 | Melhor Direção de Arte   | Venceu    |
| 2011 | Melhores Efeitos Visuais | Indicado  |
| 2011 | Melhor Figurino          | Venceu    |

Globo de Ouro 2011 (EUA)
| Ano  | Categoria                                      | Resultado |
| ---- | ---------------------------------------------- | --------- |
| 2011 | Melhor Ator (Comédia ou Musical) - Johnny Depp | Indicado  |
| 2011 | Melhor Trilha Sonora                           | Indicado  |
| 2011 | Melhor Filme - Comédia ou Mùsical              | Indicado  |

BAFTA
| Ano  | Categoria                | Resultado |
| ---- | ------------------------ | --------- |
| 2011 | Melhor Direção de Arte   | Indicado  |
| 2011 | Melhores Efeitos Visuais | Indicado  |
| 2011 | Melhor Figurino          | Venceu    |
| 2011 | Melhor Maquiagem         | Venceu    |
| 2011 | Melhor Trilha Sonora     | Indicado  |

[carece de fontes?]

## Trilha sonora
A trilha sonora instrumental do filme foi composta pelo Danny Elfman que já contribuiu diversas vezes com o diretor Tim Burton. Já a trilha cantada contou com a participação de diversos cantores e bandas, incluindo Robert Smith, Tokio Hotel, Avril Lavigne e All Time Low, 3OH!3. A música-tema do longa é a canção "Alice", da cantora Avril Lavigne.
Faixas
| N.º | Título                       | Artista                         | Duração |  |
| 1.  | "Alice"                      | Avril Lavigne                   | 5:01    |  |
| 2.  | "The Poison"                 | The All-American Rejects        | 3:54    |  |
| 3.  | "The Technicolor Phase"      | Owl City                        | 4:28    |  |
| 4.  | "Her Name Is Alice"          | Shinedown                       | 3:39    |  |
| 5.  | "Painting Flowers"           | All Time Low                    | 3:26    |  |
| 6.  | "Where's My Angel"           | Metro Station                   | 3:39    |  |
| 7.  | "Strange"                    | Tokio Hotel e Kerli             | 3:52    |  |
| 8.  | "Follow Me Down"             | 3OH!3 e Neon Hitch              | 3:24    |  |
| 9.  | "Very Good Advice"           | Robert Smith                    | 2:58    |  |
| 10. | "In Transit"                 | Mark Hoppus e Pete Wentz        | 4:28    |  |
| 11. | "Welcome to Mystery"         | Plain White T's                 | 4:03    |  |
| 12. | "Tea Party"                  | Kerli                           | 3:29    |  |
| 13. | "The Lobster Quadrille"      | Franz Ferdinand                 | 2:09    |  |
| 14. | "Always Running Out of Time" | Motion City Soundtrack          | 3:00    |  |
| 15. | "Fell Down a Hole"           | Wolfmother                      | 5:04    |  |
| 16. | "White Rabbit"               | Grace Potter and the Nocturnals | 3:22    |  |
| 17. | "Back to Wonderland"         | College 11                      |         |  |

## Sequência
Em 6 de dezembro de 2012, a Walt Disney Pictures anunciou a sequência de Alice in Wonderland. O nome do novo filme será Alice Através do Espelho, uma adaptação do livro Alice Através do Espelho (e O Que Ela Encontrou Por Lá) (1871).  Tim Burton, que, em 2010, disse que "não pretendia participar" da sequência do filme que a Disney estava planejando, será apenas produtor, com a direção assumida por James Bobin, de Os Muppets e Muppets Most Wanted.